# Tenniscoats

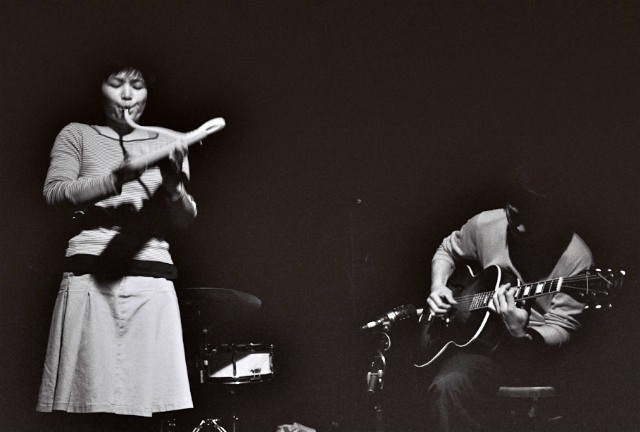
Tenniscoats en 2009

Tenniscoats est un groupe de musique japonais.

## Discographie
- The Theme of Tenniscoats (2000)
- The Ending Theme (2002)
- We Are Everyone (2004)
- Live Wanderus (2005)
- Totemo Aimasho (2007)
- Tan-Tan Therapy (2008) - En collaboration avec Tape
- Tenniscoats & Secai (2008)
- Temporacha (2009)
- Two Sunsets (2009, Domino Records) - En collaboration avec The Pastels
- Tokinouta (2011)
- Papa's Ear (2012)
- All Aboard! (2012, Chapter Music) - En collaboration avec Ikuro Takahashi